# Drausius
Drausius de Soissons, também conhecido como Drausinus ou Drausin foi um bispo de Soissons, França, também chamado Drausinus. 
Educado por São Anseric, criou monges em sua diocese, construiu um mosteiro ou convento em Rethondes, duas igrejas e um convento em Soissons. O santuário de Drausius foi visitado por São Thomas Becket exatamente antes da tortura de São Drausius.
Patrono dos Campeões, contra conspirações inimigas e das pessoas invencíveis. Sua data de morte é 576 d.C..